# Chả cốm
Chả cốm là một món ăn đặc sản dân dã của Hà Nội. Khác với các loại chả khác như chả rươi, chả cá, chả mực được làm chủ yếu từ hải sản và có mùi hơi tanh, chả cốm được làm chủ yếu từ cốm và có hương thơm của cốm. Đây là món ăn phổ biến vào thời gian mùa thu khi thời tiết lạnh đi ở Hà Nội.

## Nguyên liệu và cách chế biến
Chả cốm được làm chủ yếu từ cốm, thịt nạc và mọc (còn được gọi là giò sống).  Đầu tiên chúng ta trộn thịt nạc và mọc với nhau rồi nêm gia vị vừa ăn. Cốm đãi qua nhiều lần với nước sạch, để vào rổ cho ráo nước rồi đem trộn với hỗn hợp thịt chúng ta vừa nói qua. Tiếp theo ta dùng muỗng hoặc tay nắn chả thành từng miếng tròn vừa ăn, có thể chiên luôn hoặc gói vào lá sen hấp sơ rồi đem chiên.

## Hương vị
Mùi vị của chả cốm rất thơm và bùi. Chả cốm thường được dùng nóng với vỏ ngoài giòn tan, bên trong lại mềm dẻo, dậy mùi thơm của cốm. Chả cốm thường được chấm với nước tương hoặc tương ớt, ăn kèm với cơm hoặc bún có thể nói chả cốm là một đặc sản truyền thống không thể thiếu trong văn hóa Việt Nam vào thời gian Thu lạnh